# Athanase Bala
Pour les articles homonymes, voir Bala.
Athanase Bala, né le 2 mars 1927 à Nlong[Lequel ?] dans la Région du Centre et mort le 3 septembre 2019, est un prélat catholique camerounais de la Congrégation du Saint-Esprit, qui fut, après André Loucheur, le deuxième évêque de Bafia, de 1977 à 2003. Son successeur est Mgr Jean-Marie Benoît Balla. 

## Biographie
Il est ordonné prêtre le 3 juillet 1955, puis évêque coadjuteur de Bafia et titulaire de Gegi (de) le 31 mai 1976. Il est ordonné évêque le 26 septembre 1976 et nommé évêque de Bafia le 21 décembre 1977.
Il donne des cours de français, de mathématiques et de latin. En 2017, il est le spiritain le plus âgé en vie au Cameroun.